# Mazziet
Het mineraal mazziet is een kalium-calcium-magnesium-aluminium-tectosilicaat, een verbinding van een tectosilicaat met kalium, calcium, magnesium en aluminium met de molecuulformule K2CaMg2(Al,Si)36O72·28(H2O). Het is een zeoliet, dus een tectosilicaat, en is sterk gehydrateerd. Het mineraal is naar de mineraloog Fiorenzo Mazzi uit Italië genoemd, van de Universiteit van Pavia. Het heeft een hexagonaal kristalstelsel. Het heeft geen duidelijke kleur of is wit, het heeft een glasglans en een witte streepkleur. De massadichtheid is 2,108 kg/l en de hardheid is 4 tot 5. De radioactiviteit van het mineraal is nauwelijks meetbaar, de gamma ray waarde volgens het American Petroleum Institute is 38,69. Mazziet wordt in spleten gevormd in basaltgesteente met een porfiere structuur en waar olivijn in zit. De typelocatie ligt vlak bij Montbrison in de buurt van de bron van de Loire.